# Кашинський Павло
Кашинський Павло (25 вересня 1890, Київ — 3 січня 1980, Мюнхен, Німеччина) — член Української Центральної Ради, видавець, журналіст і педагог; директор видавництва «Вернигора» в Києві, Відні й Мюнхені, в 1925—1935 роках — видавець і редактор «Osteuropäischer Pressedienst» у Відні.
Закін. Ун-т св. Володимира у Києві, де очолював студент. т-во, яке дотримувалося державниц. поглядів і 1916 видавало нелегал. друк. орган «Вільна думка».
Був дир. вид-ва «Вернигора», що діяло у Києві (1916–21), Відні (1921–23, епізодично від 1939) та Мюнхені (1946–48) і друкувало підручники, карти, дит. книжки, брошури, листівки.
Водночас 1917–18 учителював у Києві та смт Дашів (нині Іллінец. р-н Вінн. обл.), а пізніше у Відні (1942–45) та Мюнхені (1946–53), де займався вивченням питань укр. шкіл. освіти.
В березні-квітні 1917 року входив до складу Української Центральної Ради.
1918 емігрував до Австрії, 1925–35 — кер. і ред. вид-ва «Osteuropäischer Pressedienst» у Відні. Від 1946 — у Німеччині, 1948–52 — директор української гімназії при таборі для переміщених осіб Фельдмохінґ-Шляйсгайм поблизу Мюнхена, згодом (до 1962) — директор українських гімназійних курсів у Мюнхені. Від 1952 — відповідальний редактор щоквартальника «Ukraine in Vergangenheit und Gegenwart» (друкованого органу Німецько-українського товариства у Мюнхені). Від середини 1960-х рр. працював завідувачем бібліотеки Українського вільного університету в Мюнхені.
Голова Управи Союзу конструктивно-творчих сил України (Мюнхен), заступник голови Ліги української культури (Відень), співголова відновленого Німецько-українського товариства (від 1948).
Автор статей:
- «Основи українського національного козацького світогляду» // Українське козацтво, Торонто, 1968, Ч. 1(9), С. 26-29.
- «Студентство Києва напередодні революції» («Авангард», Мюнхен, 1967),
- Чого вже не міг здійснити полковник Євген Коновалець? («Молода Україна», Париж, 1937),[1]